# 東京都立東部地域病院
東京都立東部地域病院（とうきょうとりつとうぶちいきびょういん）は、東京都葛飾区にある医療機関。地方独立行政法人東京都立病院機構が運営する病院である。

## 沿革
1982年12月の東京都長期計画において、区東部と多摩南部にそれぞれ1カ所の病院を建設すること、そしてその運営については公設民営方式をとることが発表された（開設者は都と東京都医師会が出資する財団法人であり、都ではない）。これは、東京都のうち区東部の墨田区・江東区・足立区・葛飾区・江戸川区については相対的に病院が少ないことが理由であり、新病院においてはプライマリ・ケアの支援や病診連携の促進を図ることなどが目的であるとされた。診療機能については重点医療として地域に不足する循環器医療、及び救急医療を行うことなどが区東部地域病院建設委員会から報告された（1987年12月）。用地については都有地（元三共亀有工場跡地）に決まり、1988年3月に着工された。建物等については公社が東京都から無償貸付を受けた。なお設置者は、最終的に東京都の単独の出資による財団法人東京都保健医療公社となった。
1990年7月27日に財団法人東京都保健医療公社を設置者として開院。
2022年7月1日、設置者が地方独立行政法人東京都立病院機構となった。
現在は東京都のエイズ診療協力病院（エイズ治療拠点病院、1995年11月16日指定）、東京都災害時後方医療施設（東京都災害拠点病院、1997年2月28日指定）、地域医療支援病院（1998年9月4日承認）、臨床研修病院（2003年10月1日指定）である。

## 診療科
| - 内科 - 呼吸器内科 - 消化器内科 - 肝胆膵内科 - 糖尿病内科 - 循環器内科 | - 外科 - 小児外科 - 整形外科 - 脳神経外科 - 心臓血管外科 - 泌尿器科 - 呼吸器外科 | - 婦人科 - 眼科 - 耳鼻咽喉科 - 放射線科 - 病理診断科 - 麻酔科 |

## 医療機関の指定等
- 保険医療機関
- 救急告示医療機関
- 休日・全夜間診療事業実施医療機関（内科系、小児科、外科系）
- 労災保険指定医療機関
- 指定自立支援医療機関（更生医療・育成医療・精神通院医療）
- 身体障害者福祉法指定医の配置されている医療機関
- 生活保護法指定医療機関
- 結核指定医療機関
- 戦傷病者特別援護法指定医療機関
- 原子爆弾被害者医療指定医療機関
- 原子爆弾被害者一般疾病医療取扱医療機関
- 公害医療機関
- 地域医療支援病院
- 災害拠点病院
- 小児救急医療拠点病院
- 臨床研修指定病院（管理型）
- 特定疾患治療研究事業委託医療機関
- 小児慢性特定疾患治療研究事業委託医療機関

## 先進医療
先進医療として、「HDRA法又はCD-DST法による抗悪性腫瘍感受性試験（消化器がん（根治度Cの胃がんを除く。）、頭頸部がん、乳がん、肺がん、がん性胸・腹膜炎、子宮頸がん、子宮体がん又は卵巣がんに係るものに限る。）」を行っている。

## 会計
初診時に紹介状がない場合、保険外併用療養費として5,000円が別途加算される。なお、現金については、病院内にりそな銀行のATM（バンクタイム）が設置されている。

## 交通アクセス
- JR常磐線 亀有駅下車徒歩3分
- 亀有駅からはるかぜ9号・はるかぜ12号 東部地域病院前下車